# Zona conurbada de Lázaro Cárdenas
La zona conurbada de Lázaro Cárdenas es una de las 22 zonas conurbadas delimitadas por la SEDATU, el CONAPO y el INEGI, resultado de la unión del municipio de Lázaro Cárdenas en Michoacán y el municipio de La Unión en Guerrero.
Asimismo, es reconocida como «zona metropolitana» por el estado de Michoacán sin el amparo del gobierno federal. Tiene una población de 222 352 habitantes de acuerdo al censo realizado en 2020 por parte del INEGI.

## Delimitación
En el año 2023, la SEDATU, el CONAPO y el INEGI dividieron las áreas metropolitanas del país en tres nuevas categorías: zonas metropolitanas, metrópolis municipales y zonas conurbadas. Por primera vez, Lázaro Cárdenas se incluyó en esta última categoría, junto con La Unión.
Para el estado de Michoacán, desde el 28 de julio de 2011 forma parte de sus cinco zonas metropolitanas, creadas para el «Plan Estatal de Desarrollo 2008-2012» bajo el amparo de su propia constitución política, sin embargo, esto no cuenta con el reconocimiento del gobierno federal.

## Población
En sus dos municipios, la zona conurbada de Lázaro Cárdenas cuenta con una población total de 222 352 habitantes. El municipio de Lázaro Cárdenas alberga 196 003 habitantes distribuidos en 170 localidades. Su cabecera municipal, la localidad de Lázaro Cárdenas, concentra el 42 % de la población del municipio, con 83 637 habitantes.
Por su parte, el municipio de La Unión tiene una población de 26 349 habitantes distribuidos en 142 localidades. Su cabecera municipal es la localidad de La Unión.
| Municipio       | Población | Superficie (km²) | Densidad (hab/km²) |
| --------------- | --------- | ---------------- | ------------------ |
| Lázaro Cárdenas | 196 003   | 1150.3           | 170.3              |
| La Unión        | 26 349    | 1760.2           | 14.9               |
| Total           | 222 352   | 2910.5           | 76.3               |

### Localidades por población
Estos son los 10 principales núcleos de población de la zona conurbada de Lázaro Cárdenas, cuyos datos están referidos al año 2020. 
|    | Localidad                         | Población | Municipio       |
| -- | --------------------------------- | --------- | --------------- |
| 1  | Lázaro Cárdenas                   | 83 637    | Lázaro Cárdenas |
| 2  | Las Guacamayas                    | 39 613    | Lázaro Cárdenas |
| 3  | La Orilla                         | 27 291    | Lázaro Cárdenas |
| 4  | La Mira                           | 12 845    | Lázaro Cárdenas |
| 5  | Buenos Aires                      | 10 856    | Lázaro Cárdenas |
| 6  | Petacalco                         | 3459      | La Unión        |
| 7  | Playa Azul                        | 3389      | Lázaro Cárdenas |
| 8  | La Unión                          | 3197      | La Unión        |
| 9  | Bahía Bufadero (Caleta de Campos) | 2864      | Lázaro Cárdenas |
| 10 | El Habillal                       | 1934      | Lázaro Cárdenas |